# Affreschi da villa La Pelucca

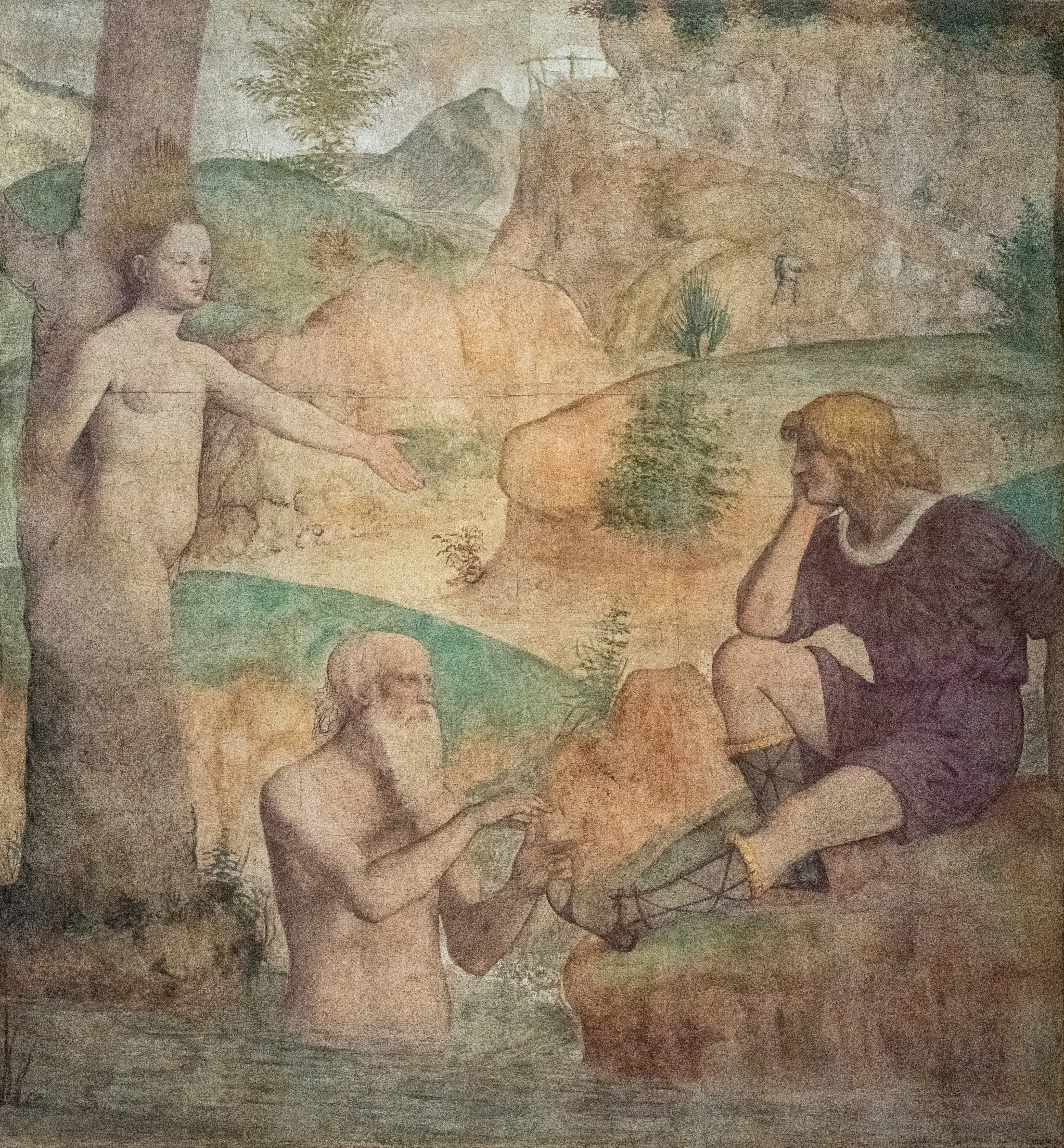
Scena di metamorfosi

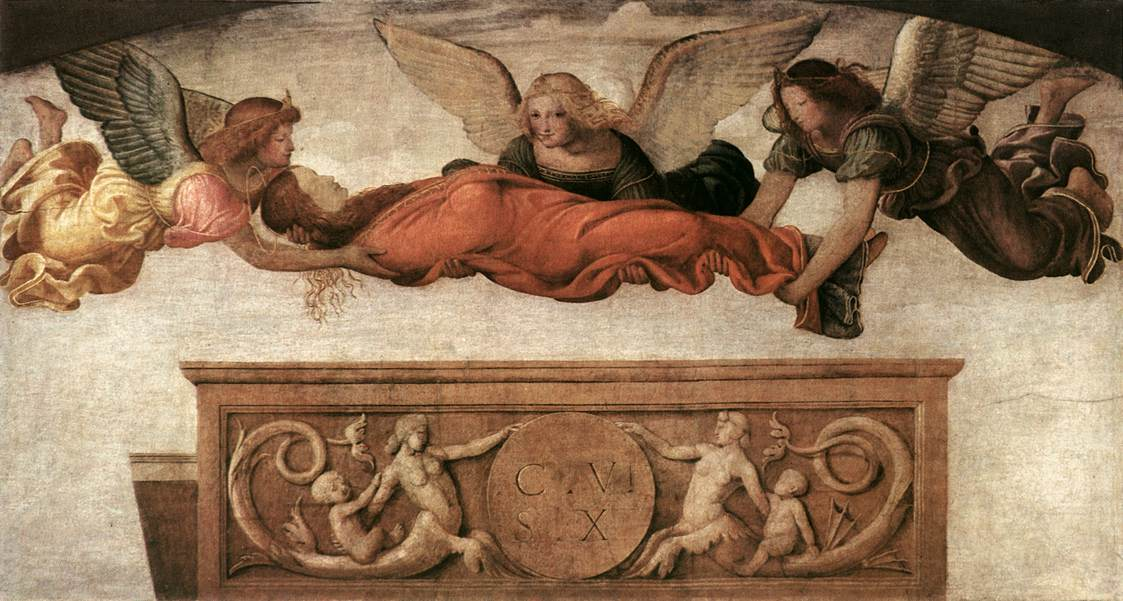
Corpo di santa Caterina d'Alessandria trasportato dagli angeli

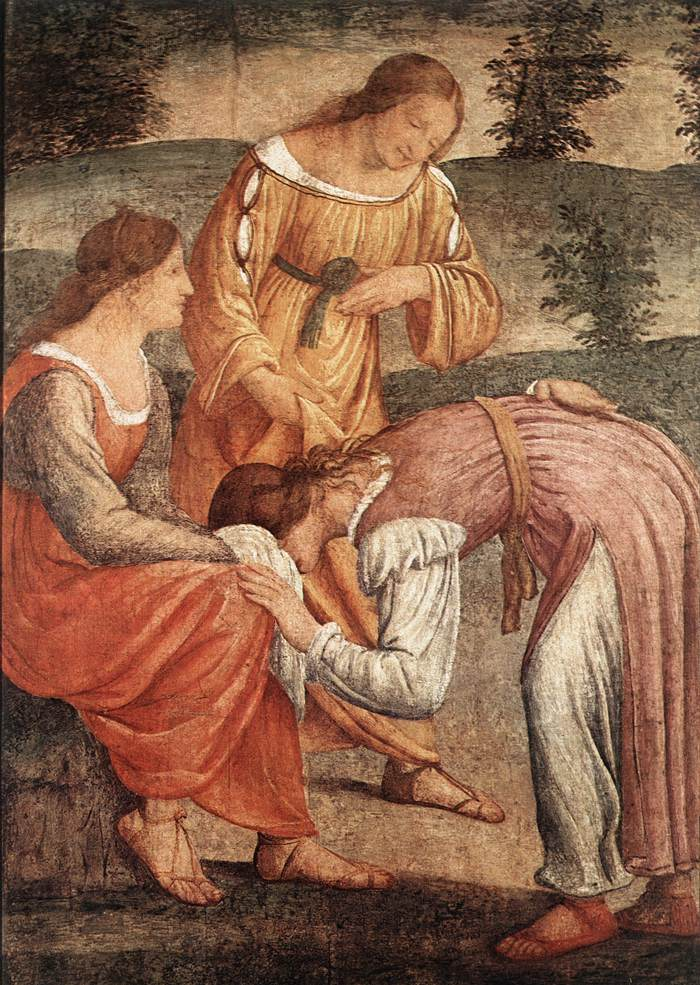
Il Gioco della mano calda

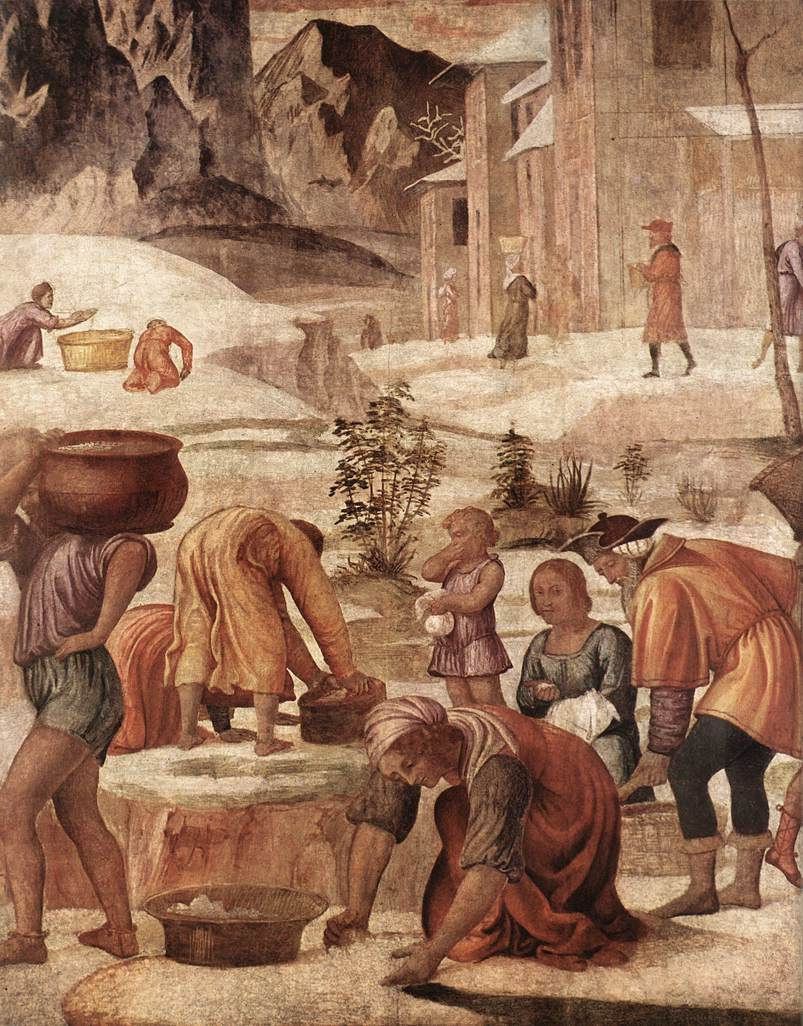
La Raccolta della Manna

Il ciclo di affreschi da villa La Pelucca è un'opera di Bernardino Luini, databile al 1520-1523 e conservata, nella porzione più consistente, nella Pinacoteca di Brera a Milano. Altri frammenti si trovano alla Wallace Collection di Londra, al Louvre, al Museo Condé di Chantilly e in altre collezioni private.

## Storia
Gerolamo Rabia, nobile milanese, fu il committente per Luini di un ciclo di affreschi, tra l'altro, destinato a decorare la sua villa suburbana chiamata La Pelucca, nei pressi di Monza (oggi comune di Sesto San Giovanni e trasformata in casa di riposo). Nel periodo napoleonico risiedette nella villa il viceré Eugenio di Beauharnais, passando poi al demanio del Regno Lombardo-Veneto alla restaurazione nel 1816, poco prima che fosse venduta a privati. Gli affreschi vennero staccati tra il 1821 e il 1822 con una campagna diretta da Stefano Barezzi, che si trasportò, secondo l'uso dell'epoca su tavole di legno: tale tecnica è all'origine delle numerose fessure che ancora oggi sono visibili. Andarono perdute vaste porzioni delle scene, soprattutto relative alle architetture dipinte che le incorniciavano, alterando irrimediabilmente la leggibilità del ciclo e, in alcuni casi, la lettura stessa delle scene.
Non tutti i frammenti restarono però a Milano: alcuni presero la via del mercato antiquario, ricomparendo in diversi musei e collezioni. In tempi recenti Pinin Brambilla Bacilon e Maria Teresa Binaghi Olivari ne hanno condotto un restauro, che ha mantenuto gli storici supporti lignei. In seguito si è provveduto ad allestirli in galleria, con un criterio che per la prima volta li mostrava quasi al completo, dopo lunghi anni di permanenza nei depositi.

## Descrizione e stile
Gli affreschi di villa La Pelucca provengono da vari ambienti e compongono un vasto ciclo di stampo umanistico, con episodi tratti dal mondo cortese, dalla mitologia e dalla Sacra Scrittura. La sala più grande, col camino, era decorata dalla Fucina di Vulcano e alle pareti si trovavano Storie dell'Esodo. Una stanza adiacente aveva un sopracamino con il Sacrificio di Pan e sulle pareti il Busto di fanciulla, il Cavaliere e la Scena di metamorfosi, da Ovidio. Un altro ambiente vicino, più piccolo, mostrava il Bagno delle fanciulle, forse la più celebre tra le scene, e la scena di lettura non chiara, che sullo sfondo ha la Nascita di Adone; vi si trovavano inoltre il cosiddetto Gioco della mano calda (un specie di schiaffo del soldato), il frammento con la Coppia di giovani e le lunette con Putti vendemmianti.
Dalla cappella, tuttora esistente, provengono infine il Corpo di santa Caterina d'Alessandria trasportato dagli angeli e altri frammenti: un Eterno benedicente un Angelo adorante nei depositi di Brera e un secondo angelo oggi in collezione privata.
Le scene note sono (dove non segnalata la collocazione si intende la Pinacoteca di Brera, le misure sono in cm):
- Cavaliere, 165x133
- Famiglia di satiri che compie un sacrificio a Pan, 176x147
- Scena di metamorfosi, 167x156
- Celebrazione della Pasqua, 117x173
- Morte dei primogeniti, 211x169
- Preparativi per la partenza degli Ebrei, 275x170
- Doni degli Egiziani agli Ebrei, 149x120
- Canto di trionfo degli Ebrei, 243x143
- Raccolta della manna, 200x145
- Busto di fanciulla, 47x37
- Coppia di giovani, 53x61
- Gioco della mano calda, 140x100
- Scena mitologica con nascita di Adone sullo sfondo, 208x193
- Bagno di fanciulle, 135x235
- Tre putti vendemmianti, 50x72, 60x65, 60x72
- Corpo di santa Caterina d'Alessandria trasportato dagli angeli, 123x228
- Esercito egiziano sommerso dal Mar Rosso, 179x168
- Esercito egiziano sommerso dal Mar Rosso (bis), 130x170
- Fucina di Vulcano, 240x163
- Mosè fa scaturire l'acqua dalla roccia, 122x173
- Mosè in preghiera, 68x50
- Eterno benedicente
- Angelo adorante
- Angelo adorante, collezione privata
- Lunetta con putto vendemmiante, 49,2x64, Wallace Collection[1]
- Testa di donna, 48,4x35,6, Wallace Collection[2]
- Frammento di lunetta putto vendemmiante, 32x41, Museo Condé, Chantilly
- Busto di donna, 29x30, Museo Condé, Chantilly

Da un punto di vista stilistico gli affreschi mostrano l'influenza del Bramantino: nelle Donne al bagno ad esempio la figura di spalle è un omaggio palese agli arazzi dei Mesi, in particolare quello di Febbraio.